# Metacroleină
Metacroleina (denumită și izobutenal sau aldehidă metacrilică) este un compus organic cu formula chimică C4H6O. Este o aldehidă lichidă, incoloră și inflamabilă.
Metacroleina este unul dintre cei doi compuși care rezultă în urma reacției dintre izopren și OH-ul din atmosferă, celălalt fiind metil-vinilcetona (MVK) sau butenona. Metacroleina este prezentă în fumul de țigară. Se regăsește și în uleiul volatil al speciei vegetale Artemisia tridentata, în procent de 5%.

## Proprietăți
Prin oxidare poate produce acid metacrilic.